# Nigel Reeves
Nigel Barrie Reginald Reeves (* 1939 in Birmingham; † 31. Januar 2018) war ein britischer Germanist.

## Leben
Nach dem Studium am Worcester College der Universität Oxford begann er seine Lehrkarriere an der Universität Lund als Dozent für Englisch. Nach der Promotion am St John’s College in Oxford hatte er mehrere angesehene akademische Positionen in England inne, zunächst an der Reading University als Dozent für Deutsch. Seine erste Professur war von 1975 bis 1990 an der University of Surrey, wo er Leiter des Instituts für Linguistik und Internationale Studien war. 1990 wechselte er als Professor für Deutsch und Leiter der Abteilung für moderne Sprachen an die Aston University. Reeves war u. a. Träger der Goethe-Medaille (1989).

## Schriften (Auswahl)
- Heinrich Heine: poetry and politics. London 1974, ISBN 0-19-815524-7.
- mit Kenneth Dewhurst: Friedrich Schiller. Medicine, psychology and literature. With the first English edition of his complete medical and psychological writings. Berkeley 1978, ISBN 0-520-03250-0.
- mit Colin Wright: Linguistic auditing. A guide to identifying foreign language communication needs in corporations. Clevedon 1996, ISBN 1-85359-328-1.